# ظيان لهبي

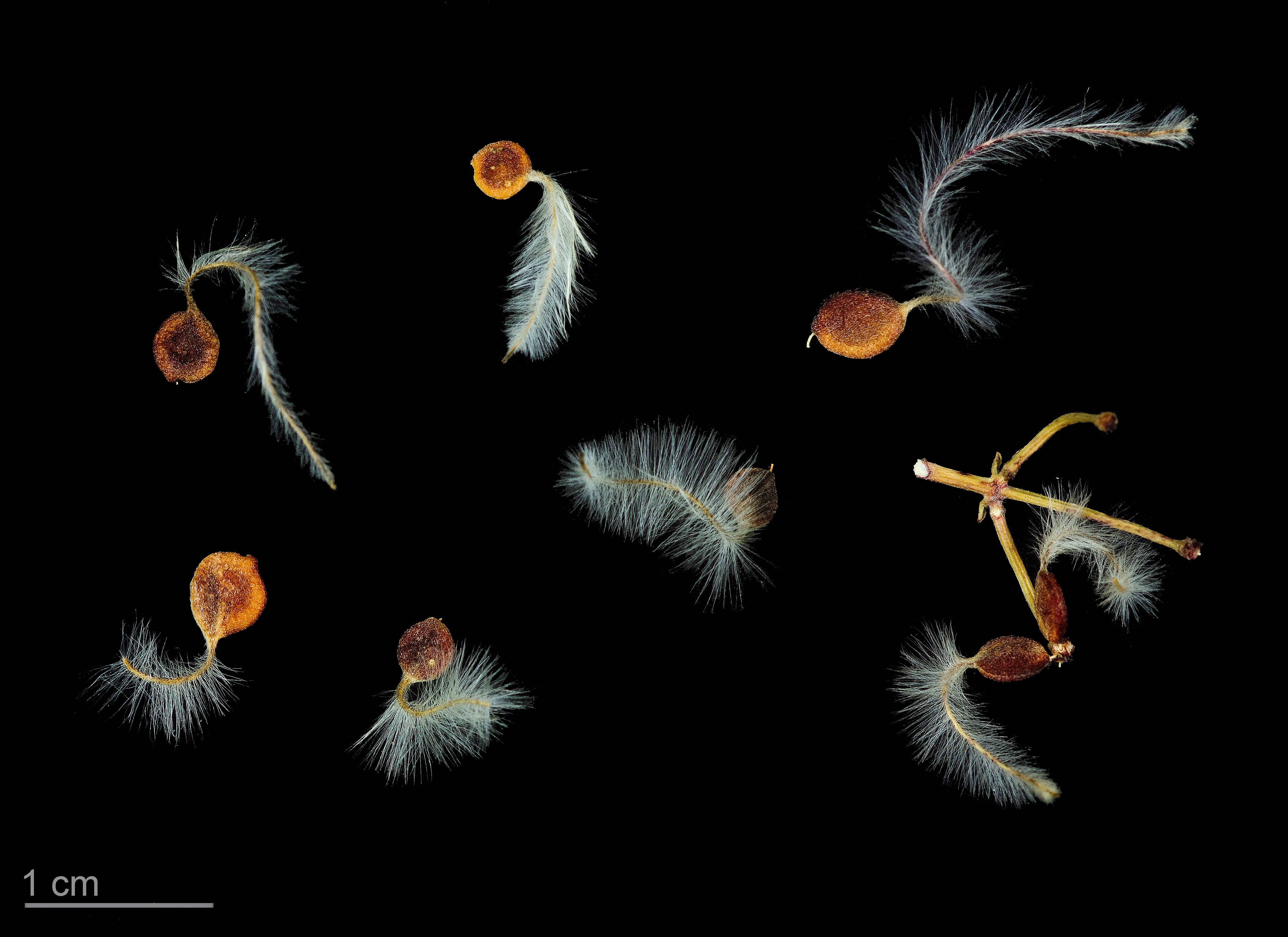
Clematis flammula

الظيان أو ياسمين البر أو الظيان اللهبي (الاسم العلمي: Clematis flammula) نوع نباتي ينتمي إلى جنس الظيان من الفصيلة الحوذانية.
موطنه بلاد الشام والمغرب العربي وحوض البحر الأبيض المتوسط وحوض البحر الأسود.